# Merrie Melodies

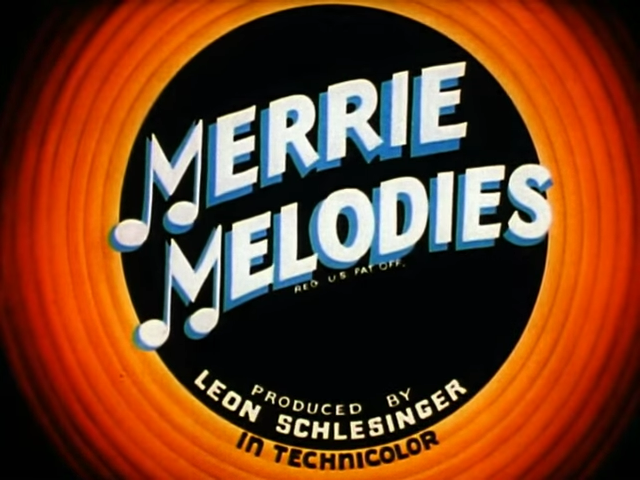
Genericul clasic al seriei Merrie Melodies

Merrie Melodies a fost numele unei serii de desene animate din anii 1931–1969. Împreună cu Warner Brother a format două studiouri de desene, filme și seriale de animație. Dintre creatorii serialelor se pot aminti: Tex Avery, Bob Clampett, Friz Freleng, Hugh Harman, Rudolph Ising, Chuck Jones, Robert McKimson și Frank Tashlin.